# A Submarine Pirate
A Submarine Pirate ist ein US-amerikanischer Kurzspielfilm von 1915 von Syd Chaplin, der auch die Hauptrolle spielte.

## Handlung
Ein namentlich nicht genannter Kellner hört in seinem Restaurant ein Gespräch von zwei Gästen – einem Erfinder und seinem Kompagnon – mit, die planen, mit Hilfe eines U-Bootes ein Passagierschiff zu überfallen und eine Goldladung zu rauben.
Der Kellner beschließt, den Überfall selbst auszuführen. Er verkleidet sich als Marineoffizier und übertölpelt die Mannschaft des U-Boots. Sie stoppen auf hoher See den Passagierdampfer, doch gelingt es dessen Funker, über Funktelegrafie ein Kriegsschiff zu alarmieren. Der Kapitän des Passagierschiffs schießt schließlich auf die Piraten, die daraufhin fluchtartig den Dampfer verlassen. Zurück auf dem U-Boot stellt der Kellner fest, dass er an Bord des Dampfers ein Gerät verloren hat, das für den Tauchgang des U-Boots benötigt wird. Da das Boot nun nicht mehr tauchfähig ist, wird es von dem herannahenden Kriegsschiff beschossen. Das Ende ist offen; der Kellner steckt unter Wasser seinen Kopf aus einem Bullauge heraus und ein großer Fisch beißt ihm in den Kopf.

## Produktionsnotizen
Für den Film stellte die US Navy in San Diego eines ihrer U-Boote zur Verfügung.